# Egbe Omo Oduduwa
Die Egbe Omo Oduduwa (Yoruba: Egbé Ọmọ Odùduwà, deutsch "Vereinigung der Kinder Oduduwas") ist eine sozio-kulturelle Organisation der  Yoruba, die 1945 in London durch Chief Obafemi Awolowo gegründet wurde. Ihr Ziel war es, die Grundlage für eine einheitliche politische Organisation der Yorubaminderheit in Nigeria zu schaffen, vergleichbar mit Institutionen anderer ethnischer Minderheiten, wie der Ibo Federal Union oder die Ibibio State Union. Der Name der Organisation leitet sich von der Gottheit Oduduwa, dem mythischen Stammvater der Yoruba ab.
Im Jahre 1948 wurde die Egbé Ọmọ Odùduwà in Lagos wiederbelebt. Ihre Ziele und Ausrichtung standen damals ganz im Kontext der Emanzipation Nigerias vom Vereinigten Königreich und sie kooperierte eng mit der Partei Nigerian Youth Movement, deren Generalsekretär ebenfalls Awolowo war. Heute kommt der Egbé Ọmọ Odùduwà eher eine Bedeutung als soziale Institution und Kulturorganisation zu, die weltweit Yoruba in der Diaspora Unterstützung bietet.